# Station Marienhafe
Station Marienhafe (Bahnhof Marienhafe) is een spoorwegstation direct ten zuidwesten van de kern van de Duitse plaats Marienhafe, in de deelstaat Nedersaksen. Het station ligt aan de spoorlijn Emden - Jever. Station Marienhafe telt twee perronsporen, waarvan één aan een eilandperron ligt.

## Treinverbindingen
De volgende treinseries doen station Marienhafe aan:
| Serie | Treinsoort                       | Route | Bijzonderheden |
| ----- | -------------------------------- | --- | --- |
| IC 56 | Intercity (DB Fernverkehr)       | [ [ Norddeich MoleMarienhafe – ] / [ Emden Außenhafen ] – Emden Hbf – Leer (Ostfriesl) – Oldenburg (Oldb) Hbf – Bremen Hbf – Hannover Hbf – Braunschweig Hbf ] / [ Warnemünde – Rostock Hbf – Bützow – Bad Kleinen – Schwerin Hbf – Ludwigslust – Wittenberge – Stendal Hbf ] – Magdeburg Hbf – [ Halle (Saale) Hbf – Leipzig Hbf ] / [ Brandenburg Hbf – Potsdam Hbf – Berlin Hbf – Berlin Ostbahnhof – Cottbus ] | Eén trein per dag vanaf Magdeburg Hbf naar Cottbus. Eén trein per dag vanaf Warnemünde. Tussen Norddeich Mole en Bremen Hbf worden ook plaatsbewijzen van het regionale verkeer geaccepteerd. |
| RE 1  | Regional-Express (DB Regio Nord) | Hannover Hbf – Nienburg (Weser) – Verden (Aller) – Bremen Hbf – Delmenhorst – Hude – Oldenburg (Oldb) Hbf – Leer (Ostfriesl) – Emden Hbf – Marienhafe – Norddeich Mole | Rijdt eenmaal per twee uur. |

1. ↑  publicatie DB